# Савчук Стефанія
Савч́ук Стеф́анія, до шлюбу Герицька (1899—1988) — українська громадська діячка й педагогиня в Канаді.

## Життєпис
Народилась у місті Золочів (Галичина). З 1924 року мешкала в Канаді. Співзасновниця Організації українок Канади імені Ольги Басараб, довголітня членкиня її управи, голова у 1964—1972 роках; репрезентантка в Національній Раді Жінок Канади.
Співзасновниця СФУЖО, у 1956—1972 роках — заступниця голови, з 1972 року голова СФУЖО. Членкиня Президії Українського Національного Об'єднання Канади (1956—1972), член управ низки українських організацій і товариств у Канаді, з 1973 заступниця голови СКВУ.
Брала участь у різних міжнародних жіночих конгресах, зокрема у Вашингтоні (1963), Міннеаполісі (1974).